# Конауэй, Кристи
Кри́сти Ли Конауэ́й (англ. Cristi Lea Conaway; 14 августа 1964, Лаббок, Техас, США) — американская актриса, модельер и фотомодель.

## Биография
Кристи Ли Конауэй родилась 14 августа 1964 года в Лаббоке (штат Техас, США), но позже она переехала в Лос-Анджелес, штат Калифорния.
Кристи обучалась актёрскому мастерству в Южном методистском университете.

## Карьера
Кристи начала свою карьеру в качестве фотомодели в 1980-х годах и была успешной моделью в Японии.
В 1990—2001 года Кристи сыграла в 22-х фильмах и телесериалах, включая роль ледяной принцессы в фильме «Бэтмен возвращается» (1992). 
После окончания кинокарьеры Кристи стала модельером.

## Личная жизнь
Первый брак Кристи с актёром Сальватором Ксуэребом.
В настоящее время Кристи замужем во второй раз за Марком Мёрфи. У супругов есть двое детей.

## Избранная фильмография
| Год  |   | Русское название             | Оригинальное название | Роль                                |
| ---- | - | ---------------------------- | --------------------- | ----------------------------------- |
| 1991 | ф | Доктор Голливуд              | Doc Hollywood         | администратор клиники «Халбершторм» |
| 1992 | ф | Бэтмен возвращается          | Batman Returns        | ледяная принцесса                   |
| 1992 | ф | Мужья и жёны                 | Husbands and Wives    | Шон Грейнджер                       |
| 1993 | ф | Нападение гигантской женщины | Attack of 50-ft Woman | Луиза «Хани»                        |
| 1995 | с | Байки из склепа              | Tales from the Crypt  | Уилла Сандлтон                      |
| 1999 | с | Профайлер                    | Profiler              | Джози Уэллс                         |